# Gracht
Le gracht est un canal urbain, bordé de maisons, aux multiples fonctions : transport, drainage de terres, égout, notamment.

## Les différents canaux néerlandais
- Un kanaal (ce qui signifie littéralement canal) est une voie d'eau, généralement dans la campagne, elle peut être bordée de rues sur ses rives.
- Un vaart est un canal essentiellement utilisé pour le transport plutôt que, par exemple, le drainage. Comme la plupart des kanalen, ils sont généralement situés à la campagne.
- Un gracht (canal urbain) est une voie d'eau en ville, bordé par des rues, de part et d'autre du canal. Les rues sont bordées de maisons. Exceptionnellement, il s'agit d'un demi-gracht : il n'y a alors qu'une seule rue, et de l'autre côté du canal, les maisons donnent directement sur l'eau.
- Un singel est à l'origine un fossé rempli d'eau, à vocation de défense de la ville qu'il entoure. Lorsque la ville s'étend, le singel est alors incorporé dans la structure urbaine et ne se distingue plus d'un gracht, bien qu'il conserve généralement son appellation d'origine. Dans certains cas, des grachten ont été creusés en ceinture, comme le grachtengordel (ceinture de canaux) dans le centre d'Amsterdam.

## Étymologie et toponymie
Le mot gracht vient de l'ancien mot néerlandais, graft, du verbe graven, qui signifie « creuser ». Dans certaines langues régionales telles que le frison occidental ou le groningois, le terme graft est toujours utilisé.
En néerlandais, le mot gracht est utilisé uniquement lorsque les canaux sont situés à l'intérieur de la ville, tandis que les canaux à l'extérieur d'une ville sont appelés kanaal. 
Les toponymes qui font référence aux grachten l'utilisent généralement comme suffixe : on trouve des noms -gracht, -singel (qui fait référence à l'ancien cercle en forme de canaux), -wal (en se référant à la rive du canal), vest (en référence à une fortification), et -kade (le quai).
Lorsqu'un gracht est un vestige d'une ancienne rivière, le nom de celle-ci est utilisé avec le suffixe correspondant.

## Histoire
Les grachten ont plusieurs fonctions liées au transport, au drainage, à l'évacuation des eaux usées, qui peuvent se cumuler. 
Les grachten permettent d'acheminer, de charger et de débarquer les marchandises. Certains grachten ont été réalisés à partir d'anciennes rivières, comme à Groningue, où la Drentsche Aa été utilisé comme canal naturel.
À Delft, le principal gracht – le Oude Delft – a d'abord été un canal de drainage qui a permis la récupération de terres dans un environnement marécageux.
La fonction de drainage existe dans presque chaque ville concernée. Le canal récupère les eaux de pluie et est également utilisé comme égout. Lorsque ces fonctions sont devenues redondantes avec d'autres installations de tout à l'égout, de nombreux grachten ont été comblés pour laisser place à la circulation routière. Cependant, ces nouvelles rues ont, pour la plupart, conservé le nom du gracht ou du singel qu'elles ont couvert ou remplacé.

## Galerie

Grachten
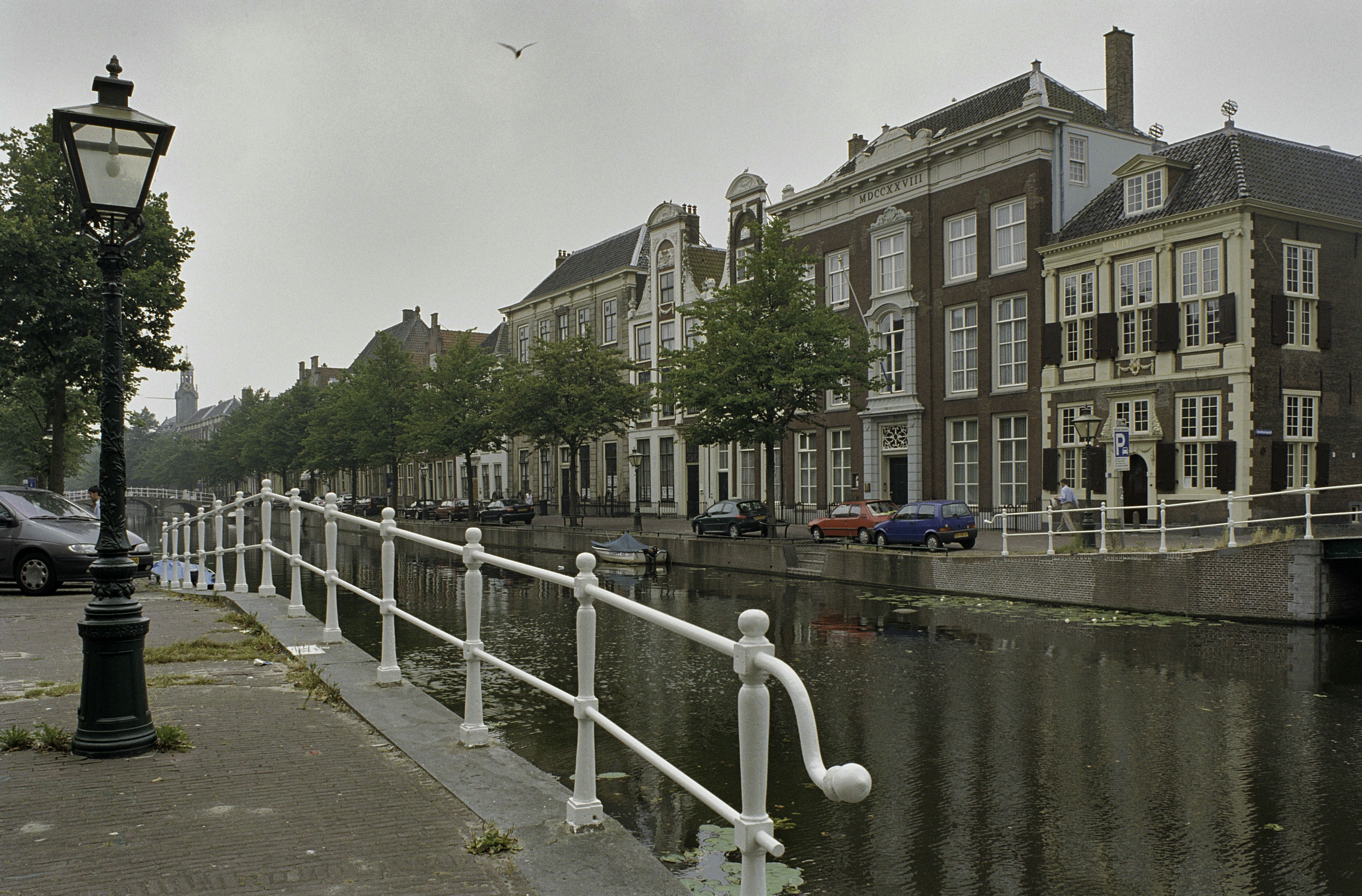
Gracht à Leyde
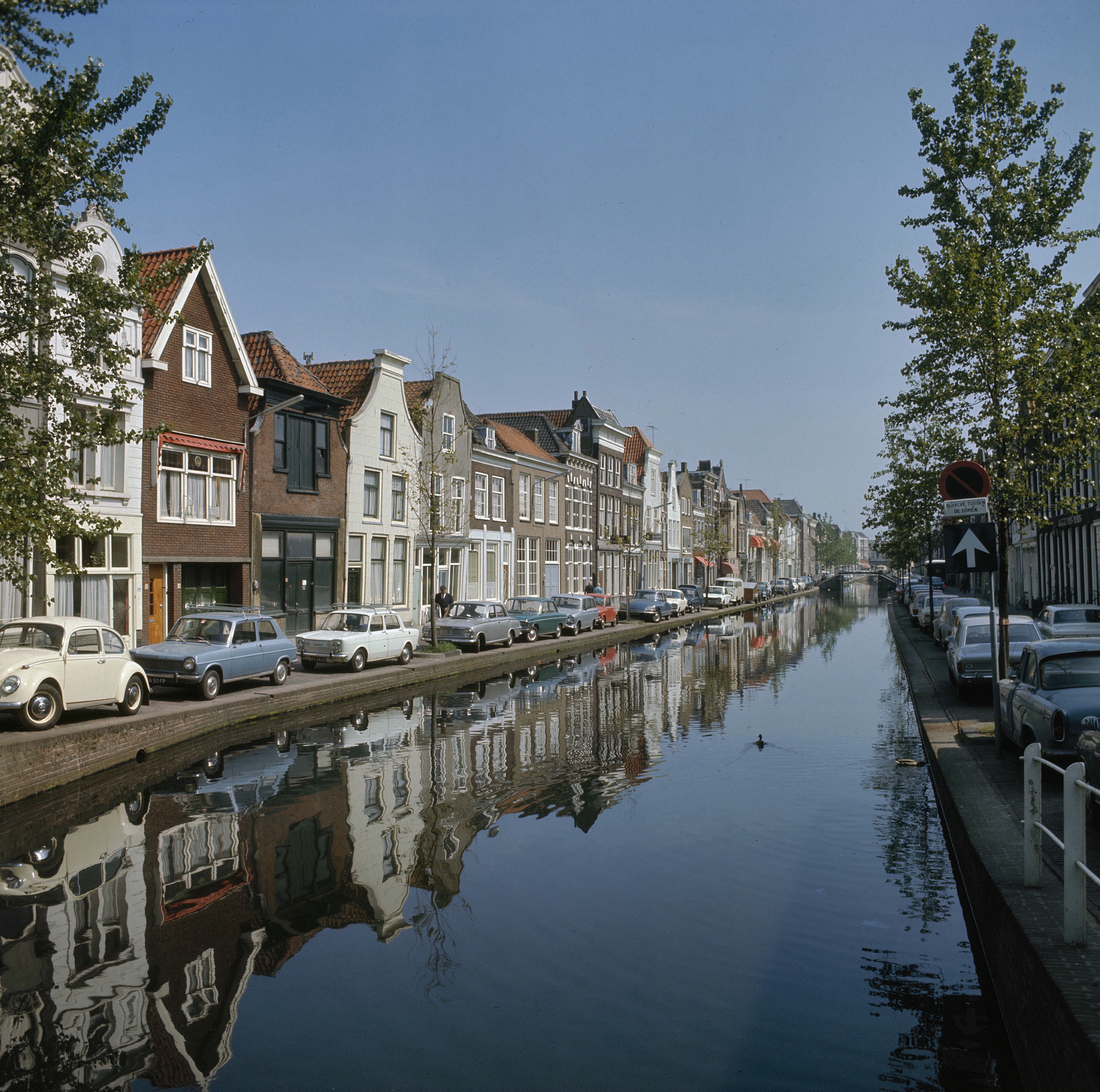
Gracht à Gouda
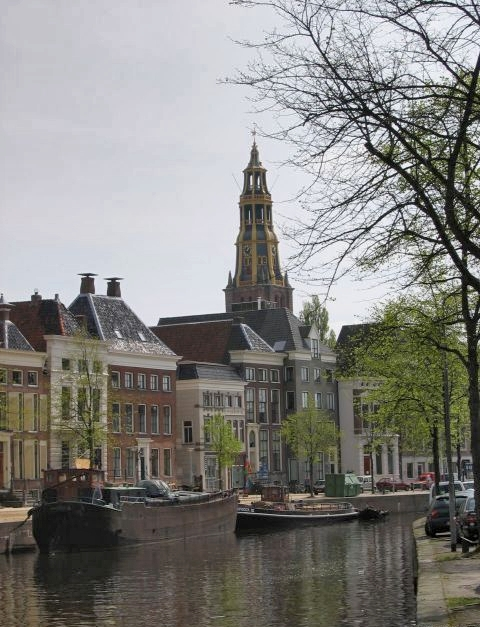
Gracht à Groningue
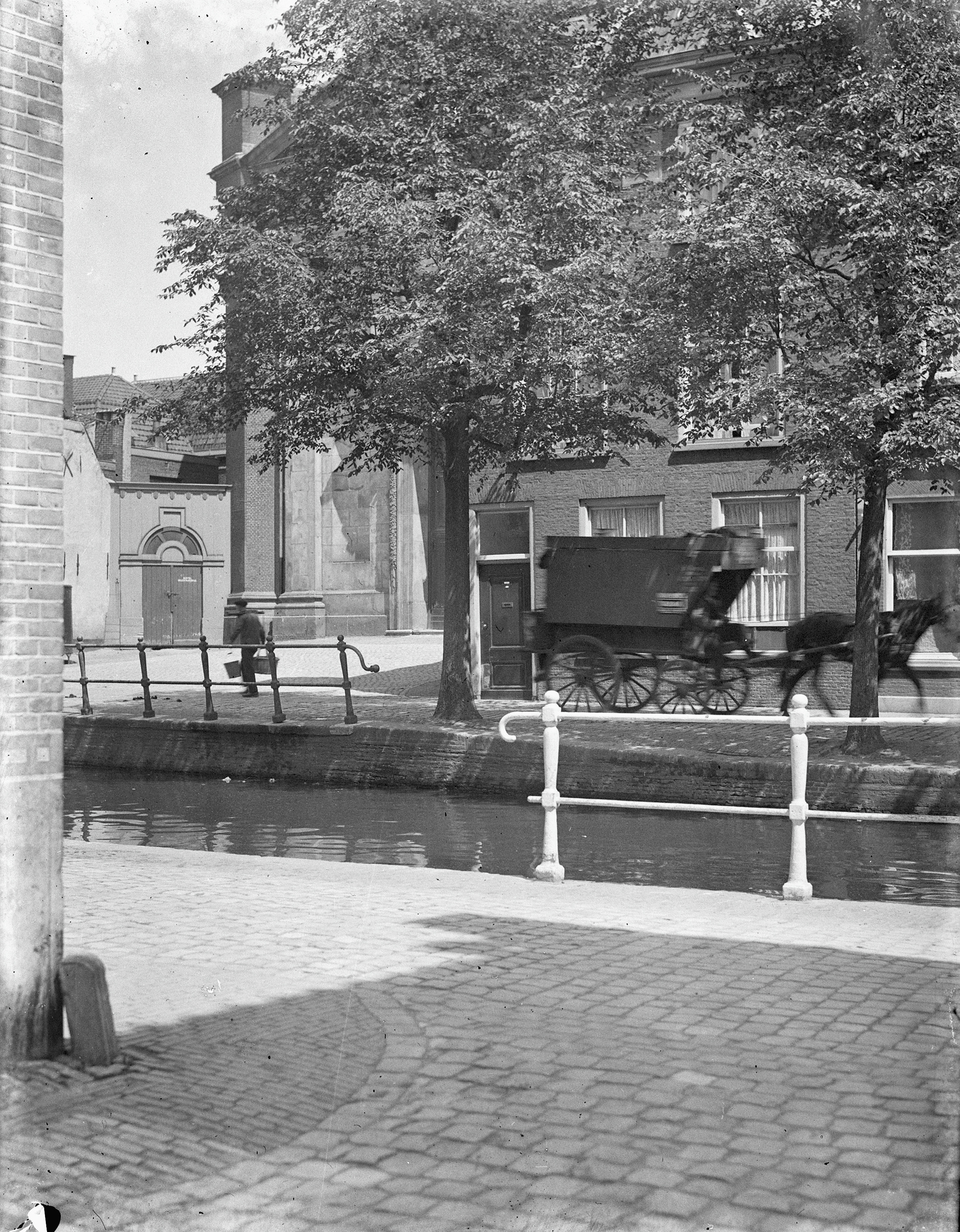
Gracht sous la neige à Leyde (1923)
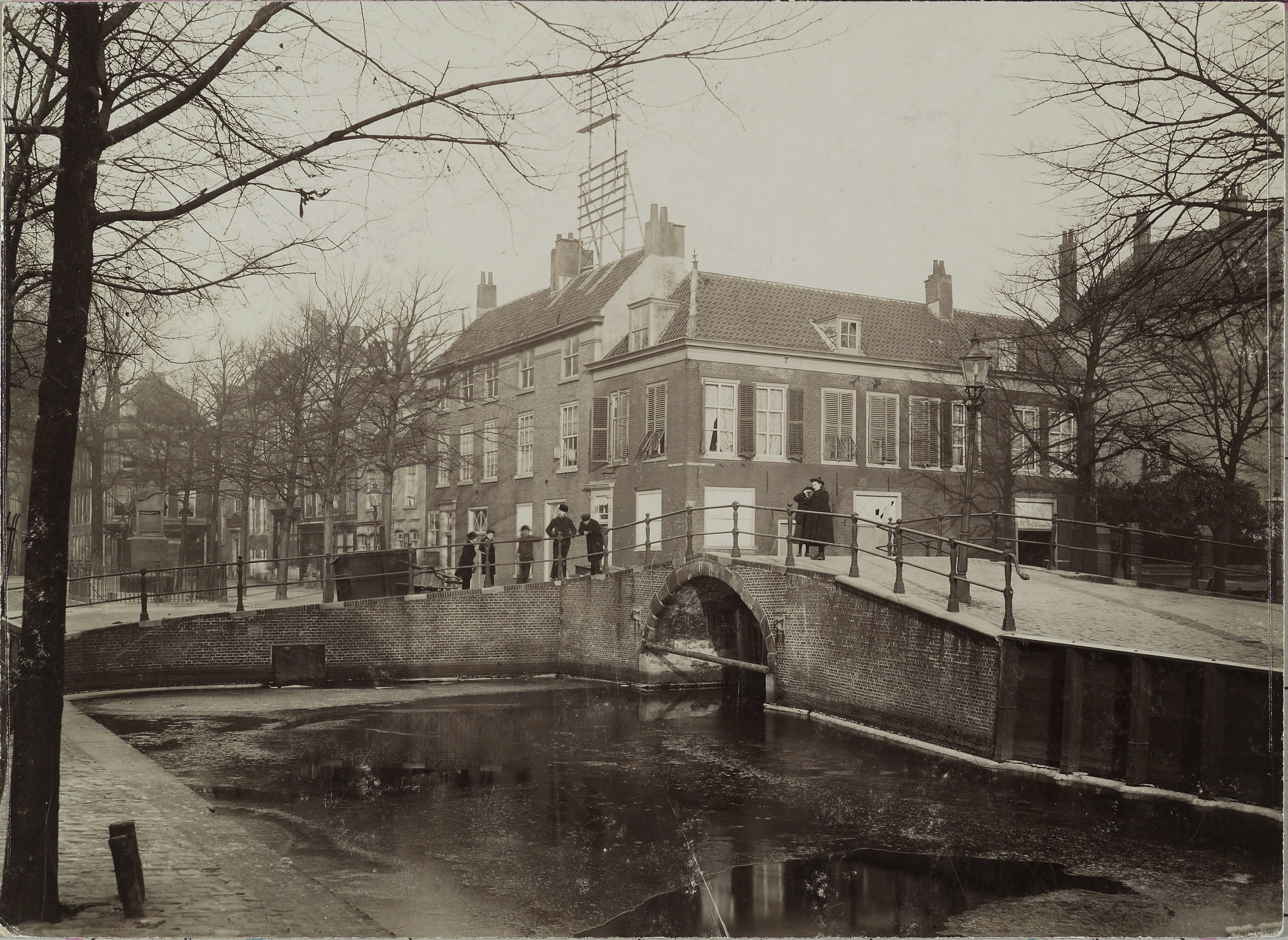
Gracht à La Haye
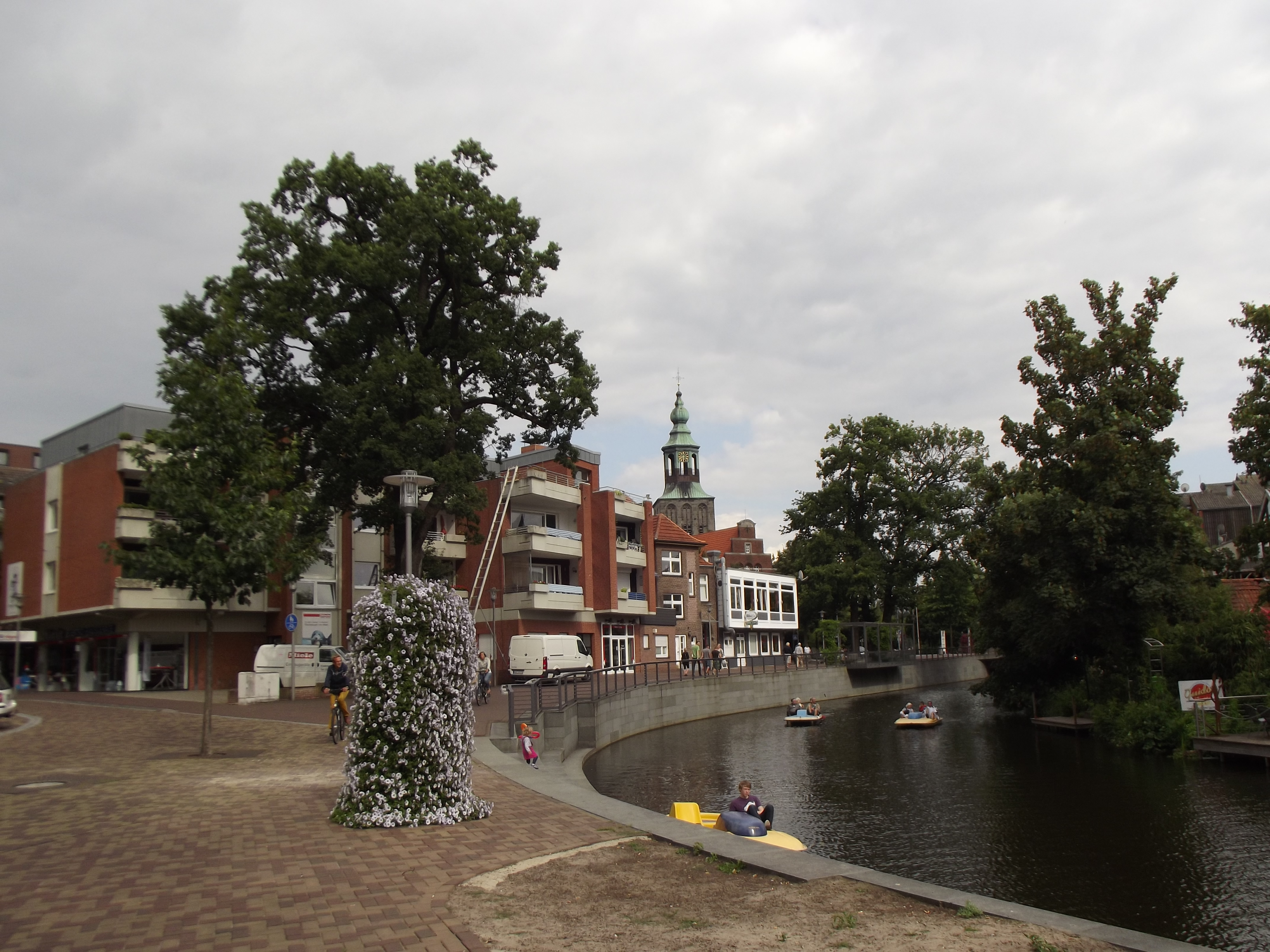
Gracht dans la ville allemande de Nordhorn